# Epsilon Crateris
Epsilon Crateris (ε  Crateris, förkortat Epsilon Crt, ε  Crt)  som är stjärnans Bayerbeteckning, är en ensam stjärna belägen i den norra delen av stjärnbilden Bägaren. Den har en skenbar magnitud på 4,84 och är synlig för blotta ögat där ljusföroreningar ej förekommer. Baserat på parallaxmätning inom Hipparcosuppdraget på ca 8,7 mas, beräknas den befinna sig på ett avstånd på ca 376 ljusår (ca 115 parsek) från solen.

## Egenskaper
Epsilon Crateris är en orange till röd jättestjärna av spektralklass K5 III. Den har en massa som är ungefär lika stor som solens massa, en radie som är ca 44,7 gånger större än solens och utsänder från dess fotosfär ca 391 gånger mera energi än solen vid en effektiv temperatur på ca 3 930 K. 